# Frank Fijakowski
Frank Fijakowski ist ein früherer deutscher Skeletonfahrer.
Zum Beginn der Saison 1989/90 kam der Athlet vom BSC München in Calgary als Fünfter erstmals unter die besten Zehn des Weltcups. Nur einmal, im Januar 1993 in Oberhof konnte er dieses Ergebnis als Dritter verbessern. Bestes Ergebnis im Gesamtweltcup war ein fünfter Rang in der Saison 1989/90. 1994 und 1997 gewann Fijakowski jeweils hinter Willi Schneider die Silbermedaille bei Deutschen Meisterschaften.